# Rafaela Ybarra
Rafaela Ybarra y Arámbarri o Rafaela Ybarra de Villalonga (Bilbao, 16 de gener de 1843 - 23 de febrer de 1900) va ser una dona basca, mare de família i fundadora de la congregació de les Germanes dels Sants Àngels Custodis. Va ser beatificada en 1984.

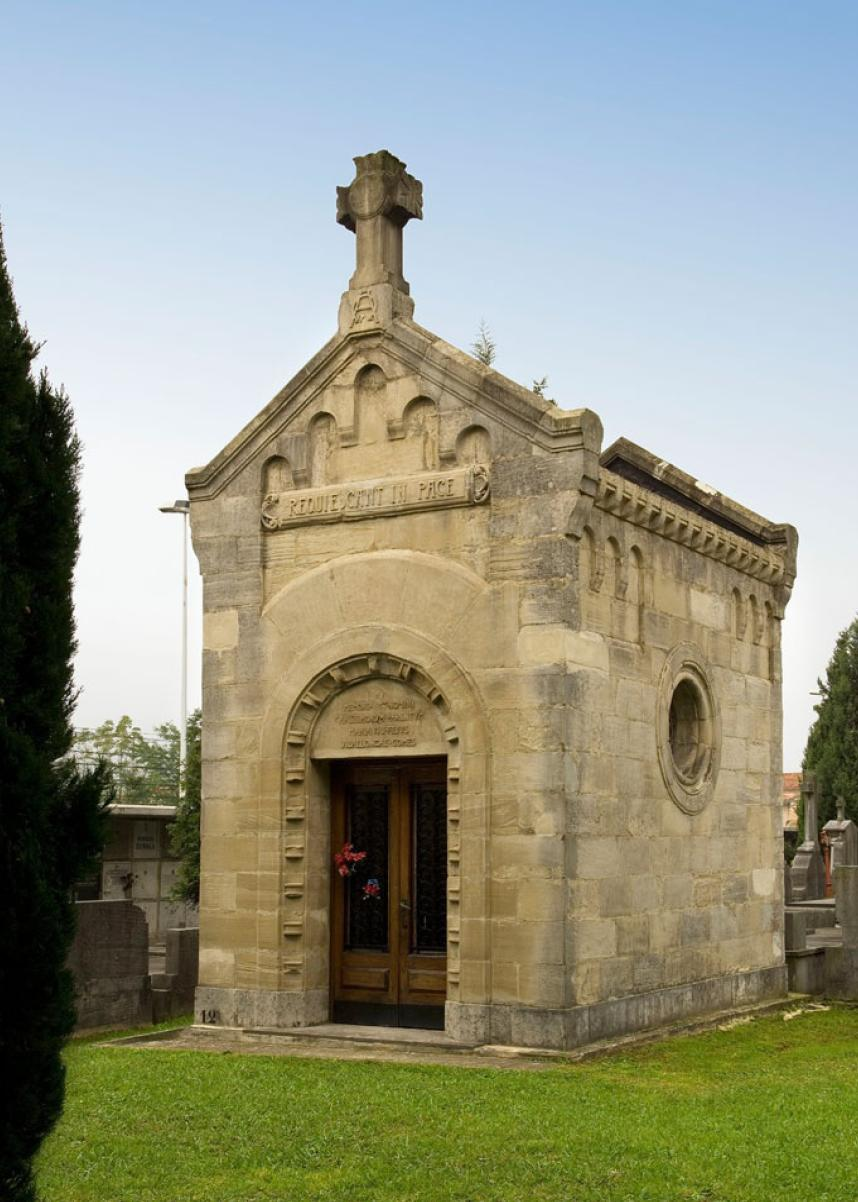
Capella Villalonga del cementiri de Bilbao, amb les restes de la beata.

Havia nascut al si d'una rica família industrial de Bilbao; el seu pare tenia unes importants mines de ferro. Als divuit anys es casà amb Josep Villalonga, industrial de Figueres que, amb el pare de Rafaela, va fundar l'empresa Altos Hornos de Vizcaya. Va tenir set fills i, a més, es va fer càrrec de la cria i l'educació de cinc nebots, ja que la seva germana havia mort als vint-i-vuit anys. Molt religiosa, es va preocupar per la situació en què vivien molts joves, especialment les dones, que, atrets per la industrialització de Bilbao, anaven fins a la capital i hi eren explotats o vivien en condicions marginals, amb riscos per a la seva vida espiritual.
Va començar, llavors, a fer obres de caritat i apostolat entre aquest sector de població. Va fundar una casa de les Filles de Maria Immaculada, Servei Domèstic i la primera maternitat de la ciutat. Oferia allotjament, treball i formació a les noies que arribaven dels pobles: les acollia mentre no trobaven feina i li buscaven algun treball digne, donant-los també formació i instrucció bàsica que els permetés d'enfrontar-se al món. Aquest centre d'acolliment, obert en 1894, va rebre el nom de Casa de Perseverancia.
Aquesta primera casa, on van treballar altres dones, va ser l'origen d'una congregació religiosa que tindria aquesta missió, i que es va constituir en 1897 com a Germanes dels Sants Àngels Custodis, obrint un col·legi a Zabalbide (Bilbao) en 1899.
La fundadora va morir de càncer el 23 de febrer de 1900, sense poder veure consolidada la congregació, que s'expandí durant els anys següents per Espanya i Hispanoamèrica.
El seu procés de beatificació va començar a Vitòria el 1929. Declarada venerable en 1970, per Pau VI, Rafaella Ybarra va ser beatificada el 30 de setembre de 1984 a Roma per Joan Pau II.